# 圣马丁布洛涅
圣马丹布洛涅（法語：Saint-Martin-Boulogne，法語發音：[sɛ̃ maʁtɛ̃ bulɔɲ]）是法国上法蘭西大區加来海峡省的一个市镇，位于该省西部，属于滨海布洛涅区。

## 地理
圣马丹布洛涅（50°43'33"N, 1°37'56"E）面积13.15 平方千米，位于法国上法蘭西大區加来海峡省，该省份为法国北部沿海省份，西北濒北海，南至索姆省，东临北部省。
与圣马丹布洛涅接壤的市镇（或旧市镇、城区）包括：维米勒、班克坦、滨海布洛涅、埃尚冈、乌特罗、佩尔讷莱布洛涅、圣莱奥纳尔、拉卡佩勒莱布洛涅。
圣马丹布洛涅的时区为UTC+01:00、UTC+02:00（夏令时）。

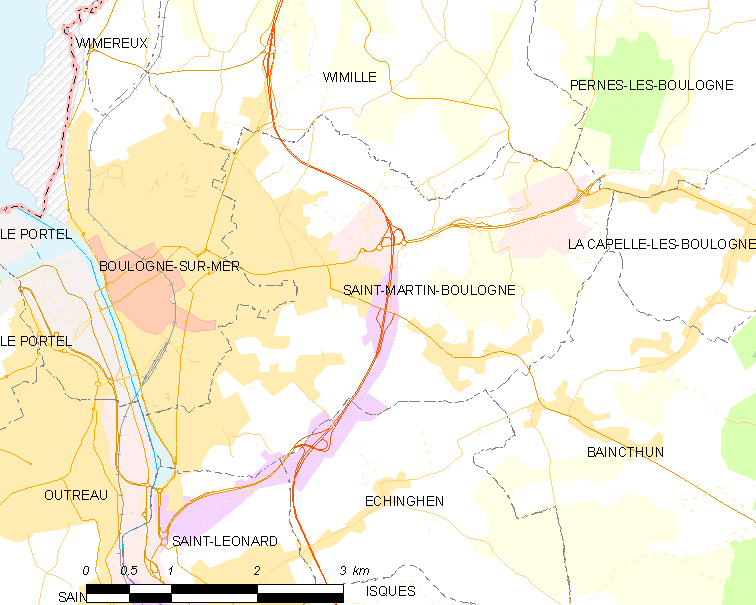
圣马丹布洛涅的OSM定位图

## 行政
圣马丹布洛涅的邮政编码为62280，INSEE市镇编码为62758。

## 政治
圣马丹布洛涅所属的省级选区为滨海布洛涅第二县。

## 人口

1962-2008年间圣马丹布洛涅人口变化图示

圣马丹布洛涅于2022年1月1日时的人口数量为11036人。